# Hans Wallin
Hans Erik Wallin, född 14 maj 1919 i Härnösand, död 7 april 1973 i Hägersten, var en svensk kompositör, orkesterledare och musiker.
Wallin är begravd på Västberga begravningsplats.

## Diskografi i urval
- Accordion girl – Hasse Wallin och hans solister
- Mexican hat dance – Hasse Wallin, dragspel – Karl-Olof Finnbergs orkester
- The rose of Mecico – Hasse Wallin, dragspel – Karl Olof Finnbergs orkester
- Faderullanpolka – Hans-Erik Nääs – Hasse Wallin – Hans Wahlgren, dragspel
- Harry Lime theme – Hasse Wallins ensemble
- Natt-Parisaren – Hasse Wallins kvartett
- Klöverövalsen – Hasse Wallin & Jack Gills orkester

### Filmmusik
- 1956 – Sången om den eldröda blomman

## Filmografi roller
- 1948 – På dessa skuldror
- 1951 – Puck heter jag